# جيمس أو. إليس
جيمس أو. إليس (بالإنجليزية: James O. Ellis)‏ هو ضابط أمريكي، ولد في 20 يوليو 1947 في سبارتانبرغ في الولايات المتحدة.

## وصلات خارجية
- جيمس أو. إليس على موقع إن إن دي بي (الإنجليزية)